# Церковь Святого Акопа (Женева)
Церковь Святого Якова (Акоба) (арм. Սուրբ Հակոբ եկեղեցի — Сурб Акоб екегхеци) — армянская церковь в коммуне Труана, пригороде Женевы (Швейцария).

## История
Церковь Сурб Акоб была построена в 1967—1969 гг. потомками переживших геноцид армян из Западной Армении; первоначальный капитал для строительства в размере 400тыс. франков был предоставлен итальянским коммерсантом Акопом Топаляном (Hagop Topalian; 1897—1985). Авторы проекта — архитекторы Фредерик Готье и Эдуард Утуджян. Церковь была освящена 14 сентября 1969 года армянским архиепископом Парижа Серовпе Манукяном.

## Современное состояние
Церковь Святого Якова является действующей и находится в хорошем состоянии. В ней проходят важные события жизни армянской общины в Швейцарии — так, в 2009 году церковь стала одним из центров траурных мероприятий в память о Геноциде армян, в которых приняли участие видные швейцарские политики.

## Адрес
Route de Troinex 64, 1256 Troinex, Geneva P.O.B. 1470, 1211 Geneva 1, Switzerland
Тел.: +41 22 741 24 33, Факс: +41 22 741 24 15